# Rhegmoclema blantoni
Rhegmoclema blantoni är en tvåvingeart som beskrevs av Cook 1955. Rhegmoclema blantoni ingår i släktet Rhegmoclema och familjen dyngmyggor. Inga underarter finns listade i Catalogue of Life.